# Glucin
Glucin ist ein künstlicher Süßstoff, der bereits 1893 von Emilio Noelting entdeckt wurde. Chemisch ist es ein Natriumsalz, das aus Steinkohleteer gewonnen wurde, und setzt sich aus verschiedenen Mono- und Disulfonsäuren zusammen, die sich von einem Triazin der Summenformel C19H16N4 ableiten. Die Synthese ist durch Erhitzen von Chrysoidin mit Benzaldehyd, Reinigung und Sulfierung des gewonnenen Triazins mit rauchender Schwefelsäure möglich.
Ähnlich wie bei Saccharin, Cyclamat und Acesulfam ist die Sulfo-Gruppe geschmacksentscheidend. Glucin ist ein leicht bräunliches Pulver mit guter Wasserlöslichkeit. Die Löslichkeit in lipophil-hydrophoben Substanzen wie Äther oder Chloroform ist niedrig. Der Schmelzpunkt liegt bei 223 °C. Oberhalb von 250 °C zersetzt sich Glucin. Es existieren verschiedene Nachweismethoden durch Ansäuerung mit Salzsäure, Abkühlung mit Natriumnitritlösung und Versetzen mit alkalischer alpha-Naphthol-Lösung, Resorcin oder Salicylsäure, die jeweils zu rotem oder hellgelbem Farbumschlag führen.
Die Süßkraft liegt bei etwa 100–300 (verglichen zu Saccharose). Es besteht geschmackliche Nähe zu Glycyrrhizin.
Noch in den 1930er Jahren wurde selbst mehrwöchiger Genuss als unbedenklich angesehen. Aufgrund der Toxizität wird Glucin bereits seit der Mitte des 20. Jahrhunderts nicht mehr eingesetzt.